# Anton Peter Petri
Anton Peter Petri (* 24. Mai 1923 in Lovrin, Königreich Rumänien; † 2. August 1995 in Mühldorf am Inn) war ein deutscher Lehrer, Historiker und Volkskundler.

## Leben
Anton Peter Petri war der Sohn des Peter Petri und der Marianna, geb. Krämer. Er besuchte von 1935 bis 1943 die Banatia in Timișoara. Nach dem Abitur gelangte er nach Fronteinsatz im Heer (Wehrmacht) in Kriegsgefangenschaft. 1946 floh Petri über Ungarn nach Österreich, wo er sich zunächst als Hilfsarbeiter durchschlug. Von 1949 bis 1954 studierte Petri Germanistik, Geschichte und Geographie an der Ludwig-Maximilians-Universität München. 1957 promovierte er zum Dr. phil. und war anschließend als Lehrer im bayerischen Schuldienst, von 1963 bis 1964 noch als Abteilungsleiter am Institut für mitteleuropäische Volksforschung an der Universität Marburg/Lahn und von 1964 bis 1981 dann als Studien- und Oberstudienrat in Mühldorf/Inn tätig. Er war verheiratet und hatte zwei Kinder.
Petri erhielt für seine Verdienste als Volkskundler und Historiker mehrere Auszeichnungen, den Donauschwäbischen Kulturpreis des Landes Baden-Württemberg, die Prinz-Eugen-Nadel des Schwabenvereins Wien, die St.-Wendelin-Plakette des Donauschwäbischen Kulturwerkes Saarland e. V. sowie das  Bundesverdienstkreuz am Bande (9. Oktober 1986).

## Publikationen
- Heimatbücher für mehrere Banater Dörfer
- Neue Banater Bücherei (81 Folgen)
- Donauschwäbische Ortsneckereien (1969)
- Pflanzen- und Tiernamen in den Mundarten der Donauschwaben (München 1971)
- Vom „Aachenibrunnen“ bis zur „Zwölften-Gasse“. Die Gassennamen der deutschen Siedlungen des vortrianonischen Banats (München 1975)
- Biographisches Lexikon des Banater Deutschtums (1992)